# فرودگاه پپراد تاتری
 فرودگاه پپراد تاتری (به انگلیسی: Poprad-Tatry Airport) (به زبان بومی: Letisko Poprad-Tatry) یک فرودگاه همگانی با کد یاتا TAT است که یک باند فرود بتن دارد و طول باند آن ۲۶۰۰ متر است. این فرودگاه در کشور اسلواکی قرار دارد و در ارتفاع ۷۱۸ متری از سطح دریا واقع شده است.